# 通州市人民医院
通州市人民医院，是中国江苏省的一所医院，为二级甲等医院，位于通州市建设路115号。

## 规模
通州市人民医院总床位400张，日门诊量719人次。